# N-Dubz
N-Dubz – brytyjskie trio muzyczne wykonujące muzykę hip-hop, R&B i grime. Grupa wydała trzy albumy certyfikowane jako platynowe w Wielkiej Brytanii i wylansowała takie przeboje jak „Ouch”, „Papa Can You Hear Me?”, „I Need You”, „Playing with Fire” oraz „We Dance On”.

## Historia
Grupę założyli kuzyni Tulisa i Dappy oraz Fazer, szkolny znajomy Dappy’ego. Wszyscy trzej pochodzą z dzielnicy Camden Town w północnym Londynie. Początkowo występowali pod nazwami Lickle Rinsers Crew i NW1, a w 2006 roku wydali swój pierwszy singel, „You Better Not Waste My Time”, już pod nazwą N-Dubz. Grupa podpisała kontrakt z Polydor Records, a następnie związała się z wytwórnią All Around the World, która w listopadzie 2008 wydała ich debiutancki album, Uncle B. Dotarł on do 11. miejsca na UK Albums Chart i ostatecznie zdobył status podwójnie platynowego. Na płycie znalazły się kolejne przeboje: „Ouch” i „Papa Can You Hear Me?”. Drugi z nich, jak i cały album, dedykowany był ojcu Dappy’ego, Byronowi Contostavlosowi, który zmarł rok wcześniej.
Wiosną 2009 zespół pojawił się gościnnie na singlu „Number 1” rapera Tinchy Strydera, choć w piosence udzielił się tylko Dappy. Singel dotarł do 1. miejsca na UK Singles Chart, a jego nowa wersja z wokalem Tulisy i Fazera trafiła na nowy album N-Dubz, Against All Odds. Wydany w listopadzie 2009 przez Island Records, uplasował się on na 6. miejscu w Wielkiej Brytanii, 39. w Irlandii oraz 12. w Grecji, zdobywając status platynowego na rynku brytyjskim ok. dwa miesiące po premierze. Płyta zawierała single „I Need You”, który był największym do tej pory solowym przebojem N-Dubz, docierając do miejsca 5., oraz „Playing with Fire” nagrany z Mr Hudsonem, który również cieszył się popularnością.
W 2010 roku zespół wydał książkę N-Dubz – Against All Odds: From Street Life to Chart Life oraz 6-częściowy serial dokumentalny Being... N-Dubz. W maju wydali singel „We Dance On” w duecie z Bodyrox, który dotarł do miejsca 6. w Wielkiej Brytanii i 9. w Irlandii. Piosenka promowała film StreetDance 3D i zapowiadała trzeci album N-Dubz, Love.Live.Life, który ukazał się w listopadzie 2010. Dotarł on do miejsca 7. na liście sprzedaży w Wielkiej Brytanii, gdzie został certyfikowany jako platynowy, i 33. w Irlandii. Kolejnymi singlami z płyty zostały piosenki „Best Behaviour” i „Girls”. W 2011 roku zespół zawiesił działalność, aby jego członkowie mogli skupić się na własnych projektach. W listopadzie ukazała się kompilacja Greatest Hits, która osiągnęła status złotej płyty. W 2012 roku Dappy i Tulisa wydali swoje solowe płyty: Bad Intentions i The Female Boss.
N-Dubz reformowali się w 2022 roku, wydając singel „Charmer”, który osiągnął umiarkowany sukces na brytyjskiej liście przebojów. Pod koniec roku zespół wyruszył w trasę koncertową, która cieszyła się dużą popularnością. W sierpniu 2023 ukazał się ich nowy album, Timeless, promowany piosenkami „February” i „The Ick”. Płyta weszła na 6. miejsce brytyjskej listy sprzedaży.

## Członkowie
- Dappy – ur. 11 czerwca 1987 jako Costadinos Contostavlos
- Tulisa – ur. 13 lipca 1988 jako Tula Contostavlos
- Fazer – ur. 5 lutego 1987 jako Richard Rawson[9]

## Dyskografia

### Albumy studyjne
- Uncle B (2008)
- Against All Odds (2009)
- Love.Live.Life (2010)
- Timeless (2023)

### Kompilacje
- Greatest Hits (2011)

### Single
- „You Better Not Waste My Time” (2006)
- „I Swear” (2006)
- „Feva Las Vegas” (2007)
- „Ouch” (2008)
- „Papa Can You Hear Me?” (2008)
- „Strong Again” (2009)
- „Wouldn’t You” (2009)
- „Number 1" (oraz Tinchy Stryder) (2009)
- „I Need You” (2009)
- „Playing with Fire” (oraz Mr Hudson) (2010)
- „Say It’s Over” (2010)
- „We Dance On” (oraz Bodyrox) (2010)
- „Best Behaviour” (2010)
- „Girls” (2010)
- „Stuttering” (oraz Loick Essien) (2011)
- „So Alive” (oraz Skepta) (2011)
- „Morning Star” (2011)
- „Charmer” (2022)
- „February” (2023)
- „Habibti” (2023)
- „The Ick” (2023)